# پابرهنه‌ها
پابرهنه‌ها (به رومانیایی: Desculț) رمانی در گونه واقع‌گرایی سوسیالیستی از زاهاریا استانکو نویسندهٔ رومانیایی است که در سال ۱۹۴۸ میلادی منتشر شده‌است. درخشش این رمان را به اندازه‌ای دانسته‌اند که استانکوی شاعر را یک‌شبه به استانکوی رمان‌نویس بدل کرد و کتاب در عرض دو سال به بیش از سی زبان ترجمه شد.
این رمان به دست احمد شاملو به فارسی ترجمه شده‌است. او ابتدا در سال ۱۳۳۶ بخش‌هایی از آن را به همراه عطا بقایی ترجمه کرد که سال ۱۳۳۷ در ضمیمه رایگان هفته‌نامه آشنا منتشر شدند. سپس ترجمه کامل این اثر را در سال ۱۳۵۰ به اتمام رساند و منتشر کرد. شاملو در مورد این کتاب گفته‌است هنگام خواندنش آرزو می‌کردم کاش زندگی‌نامه من بود.
فصل آخر این کتاب در نسخهٔ ترجمهٔ شاملو وجود ندارد و محمدعلی صوتی در کتابی با نام گل‌های خاک این فصل را منتشر نموده‌است.

## داستان[۴]
واقعه، پیش از قیام دهقانی و بزرگ سال ۱۹۰۷، در روستایی در اولتنین رخ می‌دهد. داریه، جوانکی کشاورز، داستان زندگی والدین و پدربزرگ و مادربزرگش را از زبان عمهٔ خود می‌شنود: مادرش در پانزده‌سالگی ازدواج می‌کند. پس از دو سال، بیوه‌ای بی‌چیز می‌گردد و مجبور می‌شود با دو فرزند خود نزد والدینش برگردد که با اکراه او را دوباره می‌پذیرند. تازه وقتی با مرد زن‌مرده‌ای که دو بچه دارد ازدواج می‌کند، سرنوشتش قابل تحمل‌تر می‌شود. هرچند خویشاوندان همسر دوم، در آغاز، با خشونت و خصومتی بداندیشانه با او رفتار می‌کنند، بالاخره وی به یمن رفتار جدی و قاطعانه‌اش برای خود احترامی به وجود می‌آورد.
داریه کوچولو هر روز شاهد خشونت کشاورزانی است که زود دست به چاقو می‌برند و با زنان و کودکانشان بدرفتاری می‌کنند. اغفال دختران، زنا و تجاوزهای جنسی از چشم کودکان پنهان نمی‌ماند. قحطی، که به دنبال تابستان خشک و بی‌باران ۱۹۰۶ سرمی‌رسد، خشم کشاورزان فقیرتر را به حد اعلا می‌رساند، زیرا نجیب‌زادگان راضی نمی‌شوند به اندازهٔ نانشان به آنها گندم قرض دهند. نجیب‌زاده‌ای سگ‌ها را به جان آنها می‌اندازد. خدمهٔ آنها به یکی از متقاضیان تیراندازی می‌کنند. کشاورزانی که پی کار خود می‌روند به دست ژاندارمها بازداشت و بی‌رحمانه شکنجه می‌شوند. وقتی در سالون اجتماعات محل، یکی از ژاندارمها سه دهقان پای در بند کاملا بی‌دفاع را، که پس از شکنجه‌های وحشتناک دیگر به سختی می‌توانند روی پاهایشان بایستند، کتک می‌زند، کشاورزان هیچ مرعوب زورگویی و خشونت نمی‌شوند: جمعیت خشمگین ژاندارم را می‌کشد. رمان با این ماجرا به پایان می‌رسد که کشاورزان زندانی را وسط زمستان به شهر مجاور منتقل می‌کنند. نویسنده سرنوشت داریهٔ جوان را همچنان در رمانهای متعدد دیگر پی‌گیری می‌کند.
استانکو، زندگی سخت و فقیرانهٔ کشاورزان، تجربیات شخصی دورهٔ جوانی و حوادث سیاسی را، با سرمشق گرفتن از شولوخوف ، از دیدگاه واقع‌گرایی سوسیالیستی توصیف می‌کند. خشونت روستاییان را به عنوان پی‌آمد فقر و ظلم نجیب‌زادگان، که از دیدگاه نبرد طبقاتی استثمارگران بی‌ملاحظه‌ای هستند، شرح می‌دهد. نویسنده در توصیف مرسوم و ساده‌شدهٔ جامعه غرق نمی‌شود؛ اعتیاد به الکل و انحطاط اخلاقی، که در بین اهالی روستا همچنان در حال گسترش است، با واقع‌گرایی خشنی ترسیم می‌شود. استانکو شرح جزئیات مفصل را، به کمک گفتگوها، ماهرانه دلپذیر کرده و، از طریق رجوع به گذشته و بررسی مجدد مسائل، کشش و جاذبهٔ داستان را تقویت کرده‌است. بازگویی موفقیت‌آمیز او از طرز تفکر و طرز بیان خاص کشاورزان-استانکو بسیاری از واژه‌های بومی برگرفته از زبان ترکی را وارد داستان خود می‌کند -ارزش این اثر را بالا می‌برد؛ اثری که، فارغ از زمان تألیف خود و ارتباطات اجتماعی مؤلف، می‌تواند مورد قضاوت قرار گیرد.